# Mintonia nubilis
Mintonia nubilis là một loài nhện trong họ Salticidae.
Loài này thuộc chi Mintonia. Mintonia nubilis được Fred R. Wanless miêu tả năm 1984.